# 彩香ちゃんは弘子先輩に恋してる
『彩香ちゃんは弘子先輩に恋してる』（あやかちゃんはひろこせんぱいにこいしてる）は、Sal Jiangによる日本の漫画作品。当初のタイトルは『彩香ちゃんは弘子先輩を落としたい』。『webアクション』（双葉社）にて、2020年6月26日から2023年3月10日まで連載された。
2024年7月から8月まで、毎日放送にてテレビドラマが放送された。また、続編が2025年6月から8月まで同局にて放送された。

## 書誌情報
- Sal Jiang『彩香ちゃんは弘子先輩に恋してる』 双葉社〈アクションコミックス〉、全3巻
  1. 2021年9月16日発売[1][6]、ISBN 978-4-575-85641-5
  2. 2022年7月21日発売[7]、ISBN 978-4-575-85736-8
  3. 2023年3月16日発売[8]、ISBN 978-4-575-85824-2

## テレビドラマ
2024年7月5日（4日深夜）から8月23日（22日深夜）まで毎日放送の「ドラマ特区」枠で放送された。主演は加藤史帆（日向坂46）と森カンナ。
また、続編が2025年6月27日（26日深夜）から8月1日（7月31日深夜）まで同局「ドラマフィル」枠にて放送された。脚本家の下亜友美が原作者監修の下、原作のその後となるオリジナルストーリーを執筆する。
本稿では便宜上、第1作をS1、2nd StageをS2の略称で表記する。

### キャスト

#### 主要人物
兎田彩香（とだ あやか）〈23〉
演 - 加藤史帆（日向坂46）
絶対に諦めない後輩。
鹿納弘子（かのう ひろこ）〈36〉
演 - 森カンナ
絶対に落とされない先輩。

#### SALクリエイティブ[注 1]
犀藤優也（さいとう ゆうや）
演 - 本田響矢
弘子の同期。
狛井理佐（こまい りさ）
演 - 優希美青
彩香の同期。
熊谷亮（くまがい りょう）
演 - 山下永玖（ONE N' ONLY）
彩香の1歳年上の先輩。
亀田郁実（かめだ いくみ）
演 - 久保乃々花
彩香の同期。
鳥居久美（とりい くみ）
演 - 橋爪未萠里
弘子の同期。
海老名みさと（えびな みさと）
演 - 那須ほほみ（S2）
彩香の後輩。

#### BAR KIYOKO
ママ
演 - 瀬戸かずや
レズビアンバーのオーナー。
辰巳響子（たつみ きょうこ）
演 - 染谷有香
常連。理佐と付き合っている。
馬場満里奈（ばば まりな）
演 - 平美乃理
常連。
ジュン
演 - 七海ひろき（S2）
レズビアンの間で「レジェンド」と称される女性。

#### その他
鳳ちなつ / ちなつ先輩
演 - 仲万美
かつてSALクリエイティブに勤めていた敏腕営業ウーマン。弘子の憧れの先輩。
川島杏里（かわしま あんり）
演 - 松村沙友理（S2、友情出演）
都内にある広告会社の社員。ある経緯で弘子と出会う。
猪狩景子（いがり けいこ）
演 - 小島梨里杏（S2）
弘子の妹。
猪狩つむぎ（いがり つむぎ）
演 - 倉田瑛茉（S2）
景子の娘。

### スタッフ
- 原作 - Sal Jiang『彩香ちゃんは弘子先輩に恋してる』（双葉社ACTION COMICS）[4][9]
- 脚本 - 下亜友美[4][9]
- 音楽 - 渡辺亮希、小内喜文
- オープニング主題歌 - はしメロ
  - S1 - 「パレット」[14]
  - S2 - 「yosumi」[15]
- エンディング主題歌
  - S1 - Young Kee「バイタル」（Sony Music Labels）[16]
  - S2 - なきごと「短夜」[17]
- 考査・監修 - 白井敏雄
- 助監督 - 坂梨有剋
- 監督
  - S1 - のむらなお[4]、吉川鮎太
  - S2 - 枝優花、石橋夕帆[5][9]
- アソシエイトプロデューサー - 池田卓行（ハピネット）、高口聖世巨（ハピネット）、金田武士（テレビ神奈川）
- 企画・プロデュース
  - S1 - 上浦侑奈（毎日放送）、大杉真美（KADOKAWA）、宮川宗生（ホリプロ）[4]
  - S2 - 上浦侑奈（毎日放送）、大杉真美、鈴木藍（ホリプロ）[9]
- 制作 - ホリプロ[4][9]
- 製作
  - S1 - 「彩香ちゃんは弘子先輩に恋してる」製作委員会、毎日放送[4]
  - S2 - 「彩香ちゃんは弘子先輩に恋してる 2nd Stage」製作委員会、毎日放送[9]

### 放送日程

#### S1
| 話数   | 放送日        | サブタイトル                | 監督       |
| ------ | ------------- | --------------------------- | ---------- |
| EP.1   | 2024年7月05日 | ノンケに落とされない!       | のむらなお |
| EP.2   | 7月12日       | ノンケに試された!           | 吉川鮎太   |
| EP.3   | 7月19日       | ノンケとダブルベッド!       | のむらなお |
| EP.4   | 7月26日       | ノンケとデートで乱されない! | のむらなお |
| EP.5   | 8月02日       | だからあなたに恋してる      | 吉川鮎太   |
| EP.6   | 8月09日       | だから私は落とされない      | 吉川鮎太   |
| EP.7   | 8月16日       | 彼女たちの事情              | 吉川鮎太   |
| 最終話 | 8月23日       | Lの決断                     | 吉川鮎太   |

- EP.4・EP.5・EP.6は前日放送の『news23』拡大放送（23時 - 翌0時6分）のため、10分繰り下げられ、1時9分 - 1時39分に放送された。

#### S2
| 話数 | 放送日        | サブタイトル              | 監督     |
| ---- | ------------- | ------------------------- | -------- |
| EP.1 | 2025年6月27日 | 脱溺愛!おいでませ熱い夜   | 枝優花   |
| EP.2 | 7月04日       | アロハ…アウイア…オエ♡     | 枝優花   |
| EP.3 | 7月11日       | ライフイズビューティフル! | 枝優花   |
| EP.4 | 7月18日       | 嫉妬とか大人気ない        | 石橋夕帆 |
| EP.5 | 7月25日       | 一緒に暮らさない?         | 石橋夕帆 |
| EP.6 | 8月01日       | もう遠慮しないから        | 石橋夕帆 |

### 放送局
| 放送期間                | 放送時間                     | 放送局       | 対象地域   | 備考              |
| ----------------------- | ---------------------------- | ------------ | ---------- | ----------------- |
| 2024年7月4日 - 8月22日  | 木曜 23:30 - 翌0:00          | テレビ神奈川 | 神奈川県   | 1時間29分先行放送 |
| 2024年7月5日 - 8月23日  | 金曜 0:59 - 1:29（木曜深夜） | 毎日放送     | 近畿広域圏 | 製作局            |
| 2024年7月6日 - 8月24日  | 金曜 23:00 - 23:30           | チバテレ     | 千葉県     |                   |
| 2024年7月11日 -         | 木曜 0:00 - 0:30（水曜深夜） | テレビ埼玉   | 埼玉県     |                   |
|                         | 木曜 22:30 - 23:00           | とちぎテレビ | 栃木県     |                   |
|                         | 木曜 23:30 - 翌0:00          | 群馬テレビ   | 群馬県     |                   |
| 2024年10月8日 - 12月3日 | 火曜 1:29 - 1:59（月曜深夜） | 北海道放送   | 北海道     |                   |

| 放送期間               | 放送時間                     | 放送局       | 対象地域   | 備考         |
| ---------------------- | ---------------------------- | ------------ | ---------- | ------------ |
| 2025年6月27日 - 8月1日 | 金曜 1:00 - 1:30（木曜深夜） | テレビ神奈川 | 神奈川県   | 29分先行放送 |
|                        | 金曜 1:29 - 1:59（木曜深夜） | 毎日放送     | 近畿広域圏 | 製作局       |
| 2025年7月1日 -         | 火曜 0:00 - 0:30（月曜深夜） | テレビ埼玉   | 埼玉県     |              |
| 2025年7月2日 -         | 水曜 0:30 - 1:00（火曜深夜） | 群馬テレビ   | 群馬県     |              |
|                        | 水曜 23:30 - 0:00            | とちぎテレビ | 栃木県     |              |
| 2025年7月3日 -         | 木曜 23:00 - 23:30           | チバテレ     | 千葉県     |              |
| 2025年7月8日 -         | 火曜 1:29 - 1:59（月曜深夜） | 北海道放送   | 北海道     |              |

### ネット配信
| 配信開始月 | 配信サイト           | 配信料金     | 備考           |
| ---------- | -------------------- | ------------ | -------------- |
| 2024年7月  | FOD（FODプレミアム） | 定額制有料   | 見放題独占配信 |
| 2024年7月  | MBS動画イズム        | 広告付き無料 | 見逃し配信     |
| 2024年7月  | TVer                 | 広告付き無料 | 見逃し配信     |

| 配信開始月 | 配信サイト           | 配信料金     | 備考           |
| ---------- | -------------------- | ------------ | -------------- |
| 2025年6月  | FOD（FODプレミアム） | 定額制有料   | 見放題独占配信 |
| 2025年6月  | MBS動画イズム        | 広告付き無料 | 見逃し配信     |
| 2025年6月  | TVer                 | 広告付き無料 | 見逃し配信     |

| 毎日放送 ドラマ特区          | 毎日放送 ドラマ特区                      | 毎日放送 ドラマ特区                   |
| 前番組                       | 番組名                                   | 次番組                                |
| ---------------------------- | ---------------------------------------- | ------------------------------------- |
| 過保護な若旦那様の甘やかし婚 | 彩香ちゃんは弘子先輩に恋してる           | 愛人転生 -サレ妻は死んだ後に復讐する- |
| 毎日放送 ドラマフィル        |                                          |                                       |
| バレエ男子!                  | 彩香ちゃんは弘子先輩に恋してる 2nd Stage | 私の彼が姉の夫になった理由            |